# 1193
Évszázadok: 11. század – 12. század – 13. század
Évtizedek: 1140-es évek – 1150-es évek – 1160-as évek – 1170-es évek – 1180-as évek – 1190-es évek – 1200-as évek – 1210-es évek – 1220-as évek – 1230-as évek – 1240-es évek
Évek: 1188 – 1189 – 1190 – 1191 –  1192 – 1193 – 1194 – 1195 – 1196 – 1197 – 1198

## Események
- március 3. – Szaladin szultán halála. Birodalmát utódai felosztják egymás között.
- Kiújul a háború Magyarország és a Velencei Köztársaság között. A velenceiek eredménytelenül ostromolják Zárát.
- Mohamed Ghóri muszlim serege elfoglalja Delhit, csapatai kifosztják és felégetik a Nalanda egyetemet, India legnagyobb buddhista egyetemét.

## Születések
- III. Jóannész bizánci császár († 1254)

## Halálozások
- március 3. – Szaladin egyiptomi szultán[1]